# Concours la Flamme de l'égalité
Vous pouvez aider à l'améliorer ou bien discuter des problèmes sur sa page de discussion.
- Il ne s’appuie pas, ou pas assez, sur des sources secondaires ou tertiaires. (Marqué depuis janvier 2023)
- Son texte doit être wikifié : il ne correspond pas à la mise en forme Wikipédia (style, typographie, liens internes, liens entre les wikis, etc.). (Marqué depuis janvier 2023)
- Il est orphelin : moins de trois articles lui sont liés. Aidez à ajouter des liens en plaçant le code [[Concours la Flamme de l'égalité]] dans les articles relatifs au sujet. (Marqué depuis avril 2023)

- Archive Wikiwix
- Bing
- Cairn
- DuckDuckGo
- E. Universalis
- Gallica
- Google
- G. Books
- G. News
- G. Scholar
- Persée
- Qwant
- (zh) Baidu
- (ru) Yandex
- (wd) trouver des œuvres sur Wikidata

Le concours La Flamme de l'égalité a été créé en 2015 à l'initiative du Conseil national pour la mémoire et l'histoire de l'esclavage (CNMHE) afin de respecter les préconisations de la loi du 21 mai 2001. Piloté par la Ligue de l'enseignement, ce dispositif est soutenu par les Ministères de l'Éducation nationale, de l'Intérieur et des Outre-Mer, de l'Agriculture et de l'Alimentation, la DILCRAH et la FME. Ce concours invite élèves et enseignants à conduire une réflexion et à élaborer un projet sur l'histoire des traîtes et des captures, la vie des esclaves et les luttes pour l'abolition, leurs survivances, leurs effets et leurs héritages contemporains.

## Contexte de création
Ce concours est le fruit des recommandations de la loi du 21 mai 2001 dite Loi Taubira. L'article 2 de cette loi encourage l'enseignement des faits historiques et la recherche scientifique se rapportant à la traite, à l'esclavage et à leurs abolitions. L'article 4 instaure un comité de personnalités qualifiées chargé de créer des lieux et des actions permettant la perpétuation de la mémoire de ce crime à travers les générations. C'est ainsi que le concours a vu le jour sur une idée originale du Comité National pour la Mémoire et l'Histoire de l'Esclavage.

## Règlement
Le concours s'adresse aux élèves du CM1 à la terminale de tous les établissements publics ou privés sous contrat d'association avec l'État. Cela concerne les établissements d'enseignement général, les établissements d'enseignement professionnel ou agricole mais également les établissements français à l'étranger, les jeunes placés dans des établissements pénitentiaires et les élèves scolarisés dans des centres hospitaliers.
Les participants évoluent dans l'une des trois catégories suivantes:
- Élémentaire : Cette catégorie comprend les élèves de CM1 et de CM2.
- Collège : Cette catégorie concerne les élèves de la sixième à la troisième.
- Lycée : Cette catégorie s'adresse aux élèves de la seconde à la terminale.

Le projet à réaliser peut approfondir les enseignements disciplinaires (histoire-géographie, français, arts plastiques, enseignement moral et civique, etc.) ou s'intégrer dans des dispositifs éducatifs tels que l'éducation artistique et culturelle (EAC), l'éducation socioculturelle, les enseignements pratiques interdisciplinaires ou le parcours avenir. Des intervenants extérieurs peuvent accompagner les élèves et leurs enseignants dans l'élaboration de leur projet. Le concours encourage la réalisation de travaux interdisciplinaires et laisse aux élèves une grande liberté sur la forme de leur projet : littéraire, graphique, théâtrale, cinématographique, chrorégrahique, musical, etc.). Un projet peut réunir quelques élèves, une classe entière ou plusieurs classes.

## Thématiques
La thématique de la session 2015-2016 est : « Récits de vie : restituer la voix des acteurs et des témoins de la traite, de l’esclavage et de leurs abolitions ».
La thématique de la session 2016-2017 est : « Récits de vie : restituer la voix des acteurs et des témoins de la traite, de l’esclavage et de leurs abolitions ».
La thématique de la session 2017-2018 est : « Abolitions et citoyenneté ».
La thématique de la session 2018-2019 est : « Devenir libre ».
La thématique de la session 2019-2020 est : « Devenir libre ».
La thématique de la session 2020-2021 est : « Esclavages et traites : des crimes contre l’humanité ».
La thématique de la session 2021-2022 est : « Travailler en esclavage ».
La thématique de la session 2022-2023 est : « Travailler en esclavage ».

## Remise des prix
Les classes non lauréates reçoivent un diplôme collectif pour les remercier de leur participation au concours.
Il appartient à chaque académie de valoriser ses lauréats académiques selon son souhait : article, évènement commémoratif, remise de prix, rencontre avec le recteur ou la rectrice, présentation par élèves de leur projet. L'équipe du concours dessert un diplôme et des prix aux lauréats académiques.
Quatre élèves et un enseignant de l'équipe éducative de chaque groupe lauréat national sont invités à la cérémonie nationale de remise de prix organisée à l'occasion de la Journée nationale des Mémoires de la traite, de l'esclavage et de leurs abolitions, le 10 mai. À cette occasion, des prix nationaux sont remis par les partenaires du concours en présence d'un ou plusieurs représentants de l'État.

## Palmarès

### 2015-2016
Première catégorie. Élémentaire :
• École Les Joncs Marins, Le Perreux-sur-Marne (Académie de Créteil)
Deuxième catégorie. Collège :
• Collège Paul Kapel, Cayenne (Académie de Guyane)
Troisième catégorie. Lycée :
• Lycée Guillaume Tirel, Paris (Académie de Paris)
Prix spécial du jury :
• Collège Jean Moulin, Montceau-les-Mines (Académie de Dijon)
Mention spéciale :
• Unité locale d'enseignement, Fleury-Mérogis (Académie de Versailles)

### 2016-2017
Première catégorie. Élémentaire :
• École de Gensac-sur-Garonne, Gensac-sur-Garonne (Académie de Toulouse)
Deuxième catégorie. Collège :
• Collège Maurice Genevoix, Romorantin-Lanthenay (Académie d’Orléans-Tours)
Troisième catégorie. Lycée :
• Lycée Saint-Joseph de Belfort (Académie de Besançon)
Mentions spéciales :
• Clinique FSEF Vence Les Cadrans Solaires, Vence (Académie de Nice)
• Lycée Edouard Herriot, Sainte-Savine (Académie de Reims)

### 2017-2018
Première catégorie. Élémentaire :
• Institut privé de l’Assomption, Colmar (Académie de Strasbourg)
Deuxième catégorie. Collège :
• Collège Raymond Gueux, Gy (académie de Besançon)
Troisième catégorie. Lycée :
• Lycée François Mauriac, Bordeaux (Académie de Bordeaux)
Mentions spéciales :
• Collège Camille Claudel, Paris (Académie de Paris)
• Lycée Dumont d’Urville, Toulon (Académie de Nice)

### 2018-2019
Première catégorie. Élémentaire :
• École Marcel Lelong, Sarcelles (Académie de Versailles)
Deuxième catégorie. Collège :
• Collège Eugène Yssap, Sainte-Anne (Académie de Guadeloupe)
Troisième catégorie. Lycée :
• Lycée professionnel l’Acheuléen, Amiens (Académie d'Amiens)
Prix spécial du jury :
• Collège Eugène Fromentin, La Rochelle (Académie de Poitiers) / Collège du Raizet de la commune des Abymes (Académie de Guadeloupe)
Mention spéciale :
• École Kawann, Saint-François (Académie de Guadeloupe)

### 2019-2020
Première catégorie. Élémentaire :
• École élémentaire Ferdinand Buisson, Sotteville-lès-Rouen (Académie de Rouen)
Deuxième catégorie. Collège :
• Collège Ampère, Arles (Académie d’Aix-Marseille)
Troisième catégorie. Lycée :
• Lycée professionnel Claude-Nicolas Ledoux, Les Pavillons-sous-Bois (Académie de Créteil)
• Lycée Scheurer Kestner, Thann (Académie de Strasbourg)
Prix spécial du jury :
• École élémentaire Immaculée Conception, Saint-Denis (Académie de La Réunion)
Mentions spéciales :
• École élémentaire Jean Moulin, Cavaillon (Académie d’Aix-Marseille)
• École les Quincelettes, Bruyères-sur-Oise (Académie de Versailles)
• Collège Paul Jean-Louis, Saint Laurent du Maroni (Académie de Guyane)
• Collège Henri de Toulouse Lautrec, Toulouse (Académie de Toulouse)
• Lycée professionnel de Roches Maigres, Saint Louis (Académie de La Réunion)
Citation :
• Collège René Descartes, Le Havre (Académie de Rouen)

### 2020-2021
Première catégorie. Élémentaire :
• École élémentaire Rosa Bonheur, Savignac de l’Isle (Académie de Bordeaux)
Deuxième catégorie. Collège :
• Collège de Arue, Arue (Académie de Polynésie française)
Troisième catégorie. Lycée :
• Lycée Emile Zola, Aix-en-Provence (Académie Aix-Marseille)
Prix spéciaux du jury :
• Collège Louise Michel de Clichy-sous-Bois (Académie de Créteil)
• Lycée du Dauphiné de Romans-sur-Isère (Académie de Grenoble)
Mentions spéciales :
• École élémentaire Georges Lapierre, Alfortville (Académie de Créteil)
• École Pépinières Saint-Julien, Rouen (Académie de Rouen)
• Collège Bellevue, Redon (Académie de Rennes)

### 2021-2022
Première catégorie. Élémentaire :
• École Roland Lucile de Kourou (Académie de Guyane)
• École Jules Ferry du Tampon (Académie de La Réunion)
Deuxième catégorie. Collège :
• Collège Paul Kapel de Cayenne (Académie de Guyane)
Troisième catégorie. Lycée :
• Lycée Flora Tristan de Montereau-Fault-Yonne (Académie de Créteil)
Prix spéciaux du jury :
• Collège Roger Salengro de Charleville-Mézières (Académie de Reims)
Mentions spéciales :
• École de Wandignies-Hamage (Académie de Lille)
• Lycée Jean Brito de Bain-de-Bretagne (Académie de Rennes)